# Пасіонарна індукція
Пасіонарна індукція — зміна настроїв і поведінки людей в присутності більш  пасіонарних особистостей. Пасіонаріям вдається нав'язувати оточуючим свої поведінкові установки, нав'язувати їм підвищену активність і ентузіазм, які від природи цим людям не властиві. Вони починають вести себе так, нібито вони були пасіонарні, але, як тільки достатня відстань відділяє їх від пасіонаріїв, вони знаходять свій природний поведінковий і психологічний образ. Найпомітніше явище пасіонарної індукції під час воєн, коли пасіонарним полководцям вдається вести за собою війська, що складаються в основному з гармонійних людей. Так, Наполеону і Суворову в Італії вдавалося здобувати блискучі перемоги, але, як тільки війська залишалися без їхнього керівництва, успіхи змінювалися поразками. Одним полководницьким талантом це не можна пояснити — під час битви дуже важливий ефект особистої присутності, що піднімає війська в атаку (як Наполеон на Аркольському мосту).
Слід зауважити, що пасіонарна індукція не завжди виходить від полководців — часто її джерелом є рядові, але пасіонарні воїни. Пасіонарна індукція є основою успіху багатьох знаменитих ораторів, чиї промови потрясали слухачів або приводили їх у шаленство. Однак при прочитанні текстів цих промов вони аж ніяк не створюють подібного враження.
Перераховані приклади — лише найяскравіші прояви пасіонарної індукції В цілому ж вона пронизує всі етнічні процеси, будучи основою всіх масових рухів людей, ініціаторами яких є пасіонарії, які ведуть за собою менш пасіонарних людей. Такими є політичні рухи, великі міграції, релігійні єресі і т. д.
На ряді прикладів Л. М. Гумільов спостерігав, що пасіонарна індукція набагато сильніше діє на людей тієї ж етнічної приналежності, що і пасіонарії — джерела індукції. Все це вказує на той факт, що пасіонарна індукція є одним з основних чинників, завдяки якому етнос діє як єдине ціле. Для пояснення явища пасіонарної індукції Л. М. Гумільовим була запропонована гіпотеза пасіонарного поля (див. Поле в етнології).

### Ресурси Інтернету
- Мічурін В. А. Словник понять і термінів теорії етногенезу. М., 1993.
- Єрмолаєв В. Ю. Тлумачний словник понять і термінів теорії етногенезу. М., 1989.
- Діахронічна схема розвитку етносів Євразії